# Hermannia heterophylla
Hermannia heterophylla är en malvaväxtart som först beskrevs av Antonio José Cavanilles, och fick sitt nu gällande namn av Carl Peter Thunberg. Hermannia heterophylla ingår i släktet Hermannia och familjen malvaväxter. Inga underarter finns listade i Catalogue of Life.